# Gardehusarregimentet

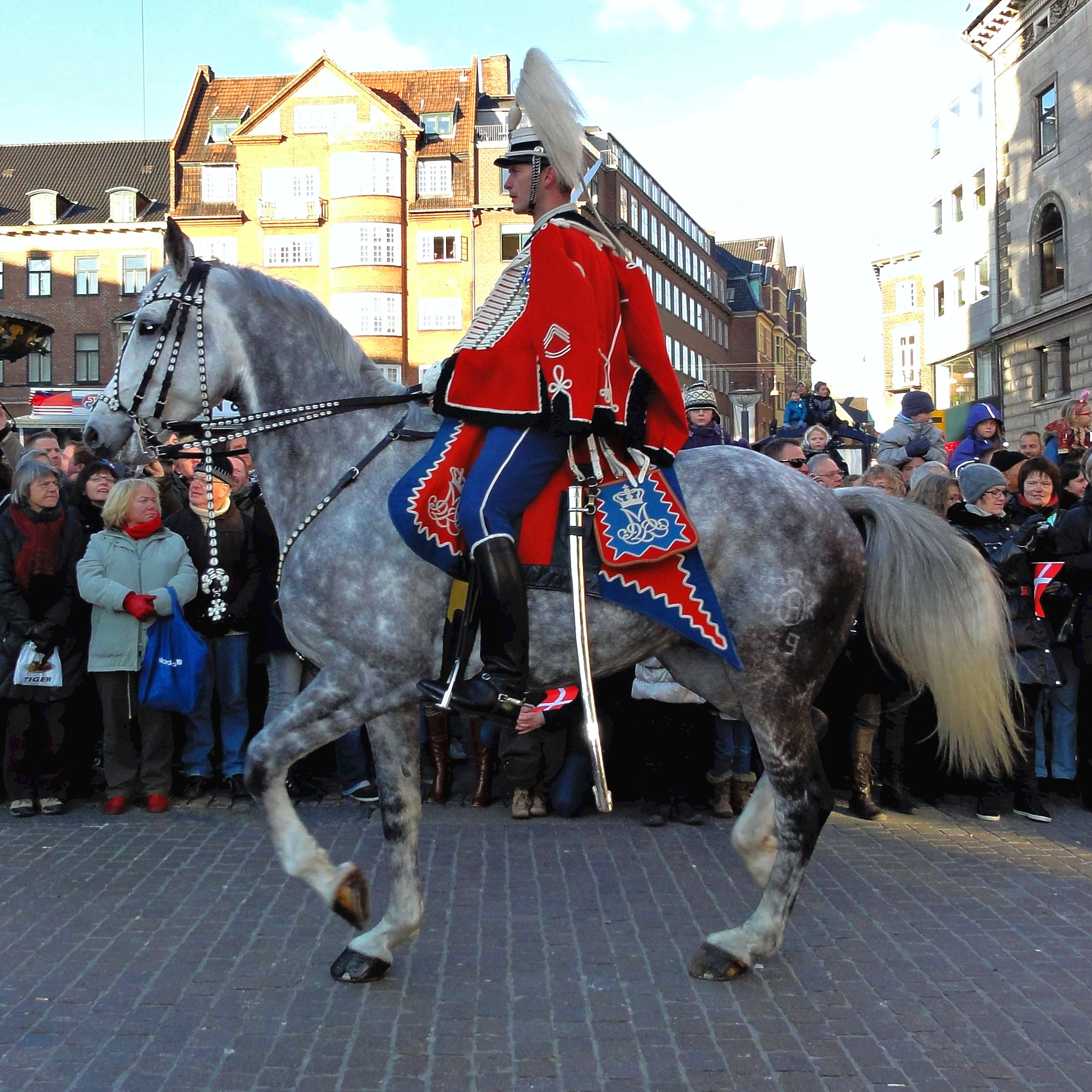
Gardehusar in Paradeuniform

Das Gardehusarregimentet ist ein Regiment des dänischen Heeres, das auch heute noch als Kavallerieregiment bezeichnet wird. Zusammen mit Den Kongelige Livgarde bildet es die Garde des dänischen Königshauses. Es ist damit der britischen Household Cavalry vergleichbar. Das Regiment ist an den Standorten Slagelse (Gardehusarkasernen) und Rønne (Almegårds Kaserne) stationiert.

## Geschichte
Im Zuge einer Umstrukturierung der dänischen Armee wurde das Regiment im Jahr 2001 mit den beiden Infanterieregimentern Sjællandske Livregiment (Seeländisches Leibregiment) und Danske Livregiment (Dänisches Leibregiment) unter Beibehaltung seines Namens vereinigt.
Seit der Zusammenlegung gilt das Regiment als ältestes aktives Husarenregiment der Welt: Das ursprüngliche Garde-Husarenregiment wurde zwar erst 1762 gebildet; das inkorporierte Seeländische Leibregiment geht jedoch auf das Jahr 1612 zurück.
Zur Parade trägt das Regiment Uniformen nach dem Muster des Jahres 1880.

## Gliederung
Heute ist das Garde-Husarenregiment ein gemischter Verband, der sich in drei Bataillone, eine Reiterschwadron und den Regimentsstab gliedert:
- I. Bataillon (I/GHR): Panzergrenadiere (Slagelse)
- III. Bataillon (III/GHR): Aufklärungsbataillon (Rønne)
- V. Bataillon (V/GHR): Ausbildungsbataillon (Slagelse)
- Reiterschwadron mit 75 Pferden (Slagelse)[2]
- Stabsstellen (Slagelse & Rønne)

Das I. Bataillon ist dabei der 1. Brigade des dänischen Heeres unterstellt, während II. und V. Bataillon zur 2. Brigade gehören.